# Micrassamula
Micrassamula is een geslacht van hooiwagens uit de familie Assamiidae.
De wetenschappelijke naam Micrassamula is voor het eerst geldig gepubliceerd door Martens in 1977. 

## Soorten
Micrassamula omvat de volgende 2 soorten:
- Micrassamula jumlensis
- Micrassamula thak